# Estació de Terrassa Rambla
Terrassa Rambla és una estació de ferrocarril propietat de Ferrocarrils de la Generalitat de Catalunya (FGC) situada al subsol de la rambla d'Ègara de la població de Terrassa, a la comarca del Vallès Occidental, per on circulen trens de la línia suburbana S1 corresponent a la línia Barcelona-Vallès. Fins al perllongament de la línia per la trama urbana de la ciutat, n'era l'estació terminal.
L'estació actual soterrada va inaugurar-se el 10 de març de 1987, però el tren va arribar a Terrassa l'any 1919 en una estació provisional, el 1921 es va inaugurar l'estació en superfície, denominada Terrassa, obra de l'empresa Ferrocarrils de Catalunya (FCC) que estava ampliant el Tren de Sarrià cap al Vallès.
El 29 de juliol del 2015 es va perllongar la línia fins a Can Roca (estació de Terrassa Nacions Unides), al nord de la ciutat, passant per la zona de Vallparadís amb una estació intermèdia que facilita la correspondència amb Rodalies de Catalunya a l'estació del Nord. Aquesta ampliació inicialment es preveia que es posés en servei el juny del 2012.
L'any 2019 va registrar l'entrada de 1.674.904 passatgers.

## Serveis ferroviaris
| Línia Barcelona-Vallès de FGC |           |       |                         |                         |
| Procedència/Destinació        | <         | Línia | >                       | Procedència/Destinació  |
| Barcelona - Pl. Catalunya     | Les Fonts |       | Vallparadís Universitat | Terrassa Nacions Unides |

http://fgc.cat/cat/projecte.asp Arxivat 2012-05-14 a Wayback Machine.